# Acacia pubirhachis
Acacia pubirhachis — вид квіткових рослин з родини бобових. Ареал: Австралія (Квінсленд), Папуа Нова Гвінея.

## Середовище
Зустрічається в піщаних місцевостях, як правило, сезонно заболочених дюнах або болотах Melaleuca, а іноді у вересових районах і на окрайцях евкаліптових лісів і мангрових заростей.

## Біоморфологічна характеристика
Цей кущ або невелике дерево росте від 3 до 7 метрів у висоту.

## Використання
Відзначено, що цей вид культивується в Квінсленді.